# Atrezja
Atrezja, zarośnięcie (łac. atresia, z gr. ατρετος = bez otworu) – termin medyczny oznaczający najczęściej wrodzony brak otworu np. w zastawce trójdzielnej lub światła narządu rurowatego (np. odbytu, przełyku, pochwy) albo wtórny brak światła, który może być spowodowany przebytym procesem zapalnym.
Przykłady atrezji:
- atrezja zastawki trójdzielnej
- atrezja dróg żółciowych (ang. biliary atresia)
- atrezja pochwy (ang. vaginal atresia)
- atrezja przełyku (ang. esophageal atresia (EA)
- atrezja nozdrzy tylnych (ang. choanal atresia)
- atrezja jelita cienkiego (ang. intestinal atresia)
- atrezja dwunastnicy (ang. duodenal atresia)
- atrezja odbytu (ang. anal atresia, anorectal atresia)